# Korop, Ucraina
Korop (în ucraineană Короп) este așezarea de tip urban de reședință a raionului Korop din regiunea Cernihiv, Ucraina. În afara localității principale, nu cuprinde și alte sate.

## Demografie
Componența lingvistică a așezării de tip urban Korop
     Ucraineană (96,6%)
     Rusă (3,23%)
     Alte limbi (0,13%)
Conform recensământului din 2001, majoritatea populației așezării de tip urban Korop era vorbitoare de ucraineană (96,6%), existând în minoritate și vorbitori de rusă (3,23%).